# Casa del Pilar de Esquina (Recoleta)
La Casa del Pilar de Esquina de Recoleta es el nombre de una casa colonial del siglo XIX, que se asienta en la comuna de Recoleta, en la Región Metropolitana de Santiago.
Creada en 1806, se ubica en la intersección de Avenida Recoleta con Calle Antonia López de Bello (denominada antiguamente como Calle del Cequión), casi al frente de la iglesia y convento la Recoleta Franciscana. Este inmueble se halla en pleno centro de lo que en antaño fue conocido como el sector de La Chimba, que hoy en día corresponde a lo que serían las comunas de Recoleta y Independencia.
Fue declarado Monumento Nacional de Chile, dentro de la categoría Monumentos Históricos, mediante el Decreto Supremo N.º 646, del 26 de octubre de 1984.

## Historia

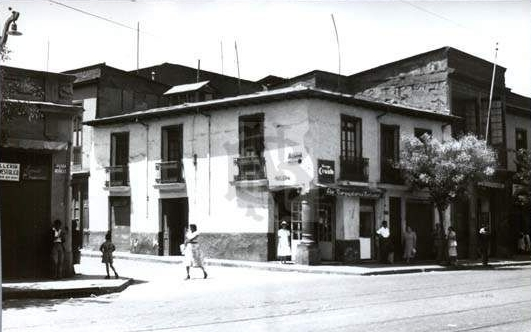
La Casa del Pilar de Esquina a inicios del.

La Casa del Pilar se construye a principios del siglo XIX, a cargo de Rafael Cicerón, primer propietario del recinto. El nombre de Cicerón y la data de la construcción de la fachada, se encuentran grabados a los ancho del perímetro del capitel, desdibujados por el pasar de los años. Luego del fallecimiento de Cicerón, a partir de 1850 en adelante, la casa pasara a manos del general Manuel Francisco García Jara, quien pone en arriendo la casa hasta 1872, año de su fallecimiento.
Desde aquella fecha y en los años venideros, el inmueble estuvo en manos de distintos propietarios, de los cuales, se tiene registro del último, Manuel Santiago, quien adquiere la propiedad en 1927 hasta 1957, fecha de su defunción. En este último año, se pone en trámite la sucesión del lugar.

## Descripción
Es una de las últimas casas-pilares que se pueden encontrar hoy en día en Santiago, dentro del sector que abarca desde el Río Mapocho y hasta La Chimba. Es una casa colonial del estilo del Barroco español. El recinto cuenta con dos plantas. La primera planta es ocupada hasta la actualidad con fines comerciales, donde destaca la columna o pilar en la esquina de la construcción (de aquí nace, la caracterización de este tipo de casas), de piedra de granito, de unos dos metros y medio de altura aproximadamente, de Arquitectura clásica de orden dórico lisa, instalado en una base cuadrada de gran tamaño. Este tipo de columnas, entre los siglos XVIII y XIX, eran comunes en los barrios populares aledaños a la ribera de Río Mapocho. La segunda planta, se usa con motivos residenciales, donde se distinguen ventanas con balcones. Este tipo de balcones son traídos desde Lima, en el siglo XVIII. Los enrejados de las barandas con las que cuenta actualmente el lugar, no son las originales. El ancho de sus paredones de adobe, en el primer y segundo piso, es de 60 y 90 centímetros, respectivamente. Gran parte de la arquitectura de la casa está construida con base en madera, como lo es el envigado de su entrepiso, la techumbre de su armadura y la estructura adintelada de los arcos rebajados de los vanos.
Desde su creación, la casa no ha sufrido mayores transformaciones estructurales, evidencia de aquello, fue retratado por el autor Carlos Lavín, en pleno siglo XX, en su libro titulado La Chimba (1947), donde señala:

El rotundo estilo hispánico ha sido levemente alterado con las sacrílegas "manitos de gato" que han desvirtuado casi todas las antigüedades santiaguinas. Sin embargo, hoy en día, el arcaico aspecto parece aún realzarse con los inevitables aditamentos de un siglo de progreso.
Carlos Lavín

## Entorno

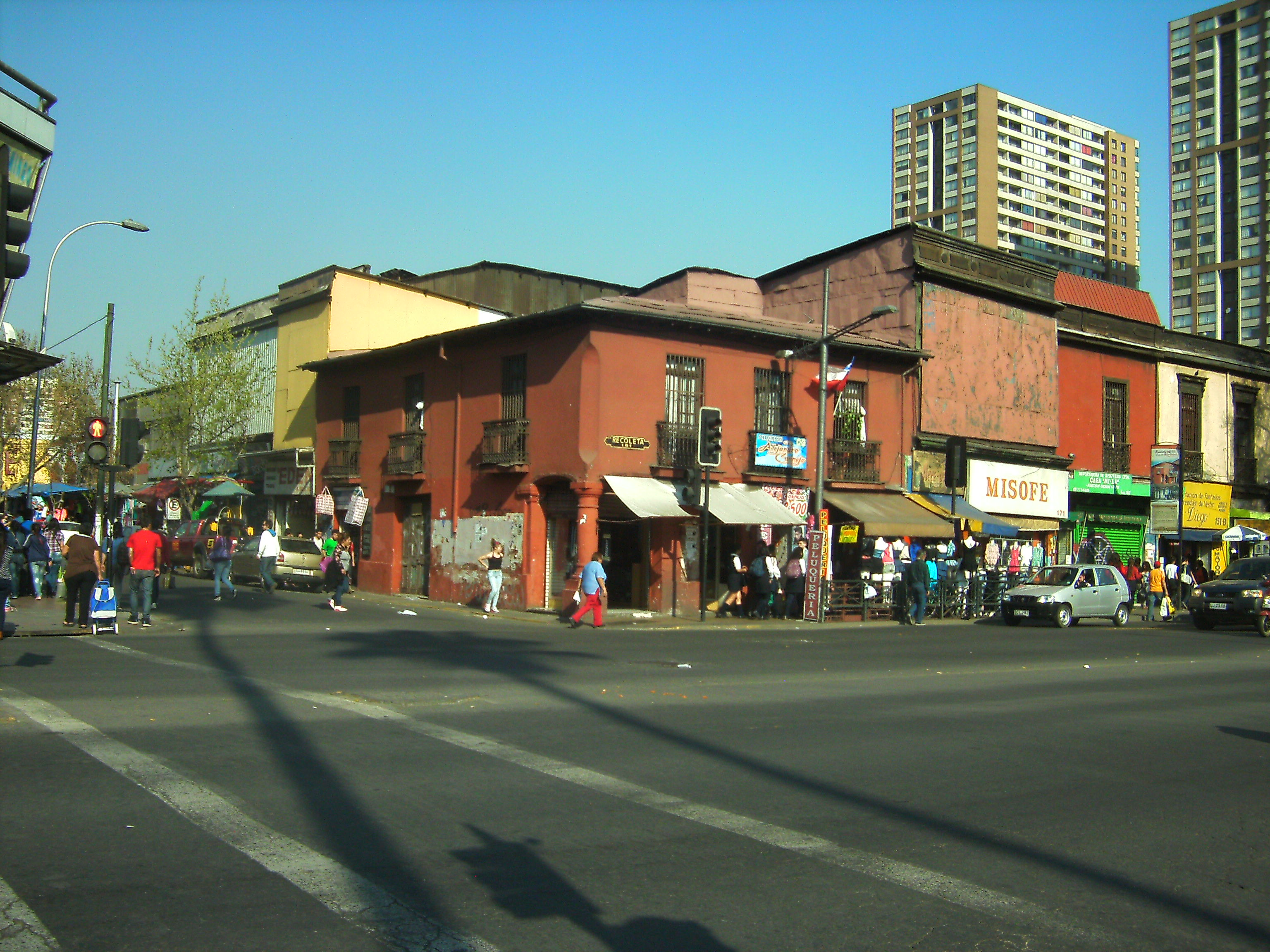
Entorno actual

En el siglo actual, se ha buscado brindar una imagen renovada al sector de La Chimba, de la mano de proyectos que tienen como misión, restaurar y recuperar el patrimonio del barrio. Ejemplo de esto ha sido el plan "Recoleta Ponte Bella" llevado adelante entre el periodo del 2001-2005, a cargo de la Municipalidad de Recoleta, en conjunto con el arquitecto Patrick Turner, enfocado a revitalizar el sector de Vega Central y la Avenida Recoleta principalmente.
A partir del año 2011, se vienen delimitando y efectuando el plan de "Regeneración para el Barrio Mapocho y La Chimba", que se en enmarca dentro del contexto de recuperar el patrimonio urbano del sector. Dentro de los  inmuebles protegidos contemplados en la planificación se encuentra la casa del pilar. El año 2014, se comenzó un programa llamado "La Explanada de los Mercados", en manos de los municipios de Recoleta, Santiago e Independencia, que busca, entre sus objetivos, remodelar los paseos entre los mercados, como por ejemplo, el Mercado Central de Santiago o el Mercado de Abasto Tirso de Molina. A su vez, plantea establecer un reordenamiento de los lugares con veredas amplias, la peatonalización de las calles cercanas a los mercados y construir un puente entre la Avenida Recoleta y la Avenida La Paz.